# خانه عیدیانی
خانه عیدیانی مربوط به پهلوی اول است و در شهرستان نیشابور، شهر نیشابور، خ امام خمینی ۱۰، پ ۱۵۴ واقع شده و این اثر در تاریخ ۲۴ اسفند ۱۳۸۴ با شمارهٔ ثبت ۱۵۲۵۵ به‌عنوان یکی از آثار ملی ایران به ثبت رسیده است.